# Tarachidia holophaea
Tarachidia holophaea är en fjärilsart som beskrevs av George Francis Hampson 1898. Tarachidia holophaea ingår i släktet Tarachidia och familjen nattflyn. Inga underarter finns listade i Catalogue of Life.